# Historieta cómica
Historieta cómica o cómic humorístico constituye uno de los géneros historietísticos más importantes, de tal forma que es posible encontrar referencias donde se la oponga a la historieta de aventuras o seria, como uno de los dos grandes bloques en que puede dividirse el medio. Contamina, además, a otros géneros, como el costumbrista. Notése que el término de origen anglosajón cómic procede a su vez del griego "Κωμικός", kōmikos, de o perteneciente a la  "comedia."

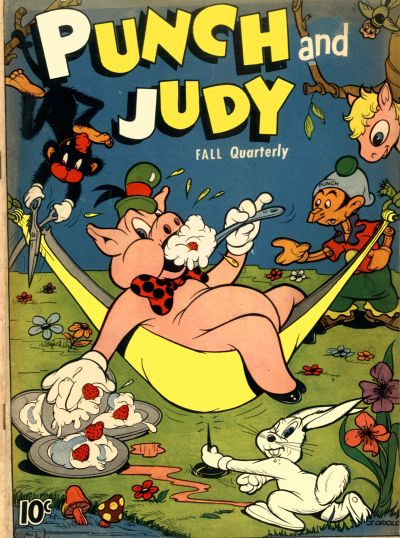
Punch and Judy Comics n.º 2.

## Características
En términos generales, el cómic de humor presenta una serie de rasgos que la distinguen de otros géneros, a pesar de las consabidas excepciones:

### Temáticas
- Inclusión de gags, chistes o bromas, tanto visuales como verbales, y cientos de situaciones insólitas con la intención de provocar una sonrisa en el lector, aunque, como explica el guionista Jaume Ribera, una historieta cómica puede estar compuesta por una sucesión de chistes inconexos, pegados a la fuerza; es preferible crear una situación graciosa que vaya destilando gags a  medida que avanza.[3]}}
- En términos generales, no exige tanta planificación como otros géneros (el de ciencia ficción, por ejemplo), ya que no requiere la misma información.[4]

### Formales
- El uso de ciertos formatos, como la tira diaria, de extensión generalmente breve.
- La preeminencia del estilo caricaturesco, con sus "típicas deformaciones", aunque también puede mostrar un estilo "realista o casi realista", como en la revista MAD.[5]
- Un trazo limpio, sin sombreado.
- Una mayor presencia de onomatopeyas y símbolos cinéticos.[6]
- Una viveza muy acusada del ritmo narrativo.[7]
- Escasas variaciones del ángulo visual.[6]

## Historia

### Orígenes

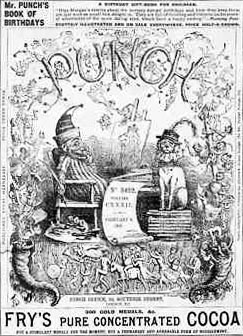
Portada de Punch de 1867.

Inspirada en Le Charivari (1832), la revista mensual británica Punch (1841) fue el motor de la expansión mundial de la historieta, al dirigirse a un nuevo sector aupado también por la revolución social e industrial: la infancia. El modelo de Punch fue imitado en todo el mundo, dando lugar en Alemania a Fliegende Blatter (1848) en la que debutaría el excepcional Wilhelm Busch, autor de Max und Moritz (1865); en Japón, a The Japan Punch (1862-87), y lo que es más importante, en Estados Unidos, a Puck (1877), Judge (1881) y Life (1883), verdaderos campos de prueba del cómic de prensa en los que comenzaron, entre otros, Richard Felton Outcault y Frederick Burr Opper.
Surgen también series con personajes fijos, como el británico Alley Sloper, creada por W. G. Baster en 1884 para la revista Alley Sloper’s Half Holiday; La Famille Fenouillard, creada por Georges Colomb para Le Petit Français illustré en 1889, y Little Bears and Tigers, del estadounidense James Swinnerton en 1892. Al año siguiente, se incorpora el color en el suplemento dominical del New York World de Pulitzer.

### Los grandes clásicos
El humor barnizaba series costumbristas como Polly and her pals (1912) de Cliff Sterret, Bringing up father (1913) de George McManus o Blondie (1930) de Chic Young y se mostraba más absurdo y surrealista en Krazy Kat (1913) de George Herriman.
E. C. Segar presentaría en Thimble theater (1919) al famoso Popeye, además de los primeros relatos largos con abundantes gags humorísticos. Otra historieta importante es Li’l Abner (1934) de Al Capp. 
En los países nórdicos fue el cómic pantomímico (sin palabras) el que gozó de mayor prestigio, gracias a obras como Adamson (1920) de Oscar Jacobsson, Ferd'nand (1937) de Henning Dahl Mikkelsen y Alfredo (1950) de Jørgen Mogensen y Siegfried Cornelius.

### Una época dorada
Al poco tiempo, las tiras más importantes adoptarían predominantemente protagonistas orientados a la infancia, aunque con una fuerte carga intelectual, como Nancy (1938) de Ernie Bushmiller, Barnaby (1942) de Crockett Johnson, Pogo (1948) de Walt Kelly y Peanuts (1950) de Charles Schulz, con su mundialmente famoso Snoopy. 
Argentina y España viven, mientras tanto, una época dorada de la historieta de humor a partir de mediados de los años 40. Destacan en Argentina las revistas humorísticas Rico Tipo (1943) y Tía Vicenta (1957), mientras que en España los autores cómicos de Bruguera lograron configurar un estilo fácilmente reconocible, a medio camino entre el entretenimiento infantil y el costumbrismo satírico, al presentar un reflejo caricaturesco de la sociedad, con especial hincapié en los conflictos laborales y familiares. Uno de sus referentes era La familia Ulises (1945), publicada en la competencia por Joaquín Buigas/Marino Benejam, pero mucho más amable. 

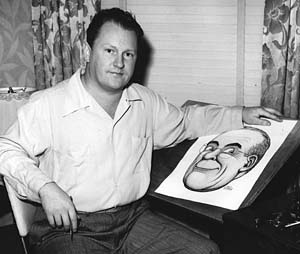
Basil Wolverton, uno de los autores de la revista MAD.

La Revista MAD, publicada ininterrumpidamente desde 1952, se ha caracterizado por satirizar los productos de consumo de la sociedad estadounidense, especialmente los procedentes de los medios de comunicación. Sin embargo, y a pesar de ser una revista estadounidense para un público estadounidense, su presencia ha sido apreciada por lectores de muchos idiomas. 
En 1957, Tomás el Gafe del belga André Franquin y Cocco Bill del italiano Benito Jacovitti.
Johnny Hart realiza series como B. C (1958) o El mago de Id (1964).
En 1959, los franceses Goscinny y Uderzo crearían Astérix el Galo para la revista Pilote, cuyo humor se basa a menudo en caricaturas anacrónicas y estereotipos de naciones europeas contemporáneas. Su éxito fue inmediato, convirtiendo a su revista en una referencia dentro de la historieta franco-belga. El mismo guionista se encargaría de personajes como Lucky Luke (1949) e Iznogud (1962). En Pilote hay que destacar además a Greg con su personaje Aquiles Talón (1963).

Tira cómicas Argentinas modernas:
Falsum, el falso profeta,
Recompilacion de tiras cómicas publicada en marzo del 2013
https://web.archive.org/web/20160629165509/http://www.xohox.com.ar/
Autor: Gabriel Lerman

### El humor para adultos (1960-)
La revista Hara-Kiri (1960). 
Fujio Akatsuka y su discípulo Mitsutoshi Furuya. 
En 1968, Fabulous Furry Freak Brothers de Gilbert Shelton y Escuela infame (1968-72) de Gō Nagai.
En 1972-1973, Claire Bretécher, Marcel Gotlib y Nikita Mandryka fundaron L'Écho des Savanes.
En España también surgen revistas de este tipo, como Barrabás (1972); El Papus o El Jueves (1977), con autores como Chumy Chúmez, Ivà, José Luis Martín y Óscar.  
Olafo el vikingo (1973)
Dr. Slump (1980-) de Akira Toriyama. La obra Hitler=SS llevaría el género hasta los límites de la libertad de expresión. Groo (1981)
Albertito (1983) de Yves Chaland. Jean-Marc Reiser Francis Masse
Liberty Meadows (1997).